# Nabuchodinosaure
Nabuchodinosaure est une série de bande dessinée humoristique de Herlé (scénariste) et Roger Widenlocher (dessinateur), apparue pour la première fois en 1989 dans le mensuel Je Bouquine. Les couleurs sont d’Yves Chagnaud. 
Ses auteurs ont été récompensés par l’Alph'Art jeunesse 9-12 ans au Festival d'Angoulême 1993 pour le tome 2 de cette série, Chroniques de l'apeupréhistoire…. Au niveau des couleurs, Goulesque remplace Chagnaud à partir du tome 13 et crée le scénario du tome 14 Puéril en la demeure, à la place de Herlé. Ces 14 premiers tomes ont été édités chez Dargaud.
Une nouvelle série commence en 2018 chez Bamboo Édition. Le scénario du tome 1 est de Goulesque et de Widenlocher, qui reste l'unique dessinateur, avec des couleurs de Goulesque et David Lunven.
Nabuchodinosaure est un mot-valise entre le roi babylonien Nabuchodonosor II et le mot dinosaure.

## Synopsis
Nabuchodinosaure (ou Nab), est un paisible dinosaure en avance sur son temps. Il se considère comme le premier représentant doté d'une intelligence supérieure et se sent incompris de ses pairs. 
L’action se déroule dans des « temps apeupréhistoriques » au gré des changements géologiques, soit très longtemps avant les hommes (des centaines de millions d’années), soit très longtemps après les hommes. En effet, de nombreux objets humains apparaissent au fil des planches, tels des crânes humains ou encore des bidons de déchets radioactifs. Une autre hypothèse serait que ces temps immémoriaux se situeraient à la jonction du passé et du futur, comme le supposent deux voyageurs spatio-temporels dans le tome 4 (Humo Sapiens), pages 39 et 40.
De par son génie, Nab crée de nombreuses inventions mais celles-ci échouent généralement faute d'une technologie primitive appropriée, ce qui ne manque pas de lui attirer les quolibets des autres dinosaures. Un des passe-temps favoris de Nab est le dressage de tout et n’importe quoi : animaux (mouche, essaim d’abeilles, diplodocus ...), plantes ou objets (cailloux, nuage, soleil ...). Nab possède aussi des connaissances mathématiques avancées, comme le problème de la quadrature du cercle (duquel il a inventé le triangle), la résolution d'équations du second degré, les coordonnées polaires, ou la somme d'une suite définie par récurrence, équations avec lesquelles il a confectionné une plante aux "racines carrées" (tome 3, page 29).
Un des thèmes récurrents de cette série est un climat extrêmement variable où les ères se succèdent en quelques secondes, de façon fulgurante, laissant bien souvent Nab dans des situations peu confortables. De nombreux dinosaures peuplent cette bande dessinée mais on peut y croiser des espèces totalement inconnues encore à ce jour, telles le « météosaure », lointain ancêtre des amphibiens, qui prédit les changements climatiques (ou les provoque, au choix), le « picassosaure » ou encore les « mangasaures ».

## Personnages
- Nab, diminutif de Nabuchodinosaure : le personnage principal. Un saurien prétentieux et inventif qui pense être la première entité douée d'intelligence[1].
- Manon : jolie saurienne, très fleur bleue, de même espèce que Nab, qui est de surcroît sa fiancée. Son principal défaut tient dans ses très longs retards aux rendez-vous galants. De plus, elle se laisse facilement séduire par les bellâtres musclés.
- Youki : le chien apeupréhistorique de Nab, avec des éclairs de génie et d’autres de stupidité mais avec la fâcheuse tendance à uriner n’importe où, surtout sur son maître.
- Pétronax dit Pétro : saurien bleu foncé au ventre jaune, ami de Nab depuis le début, le suivant dans ses multiples péripéties et inventions.
- Barsanuphe, ou Barsa pour ses amis : saurien marron au ventre bleu, ami de Nab depuis toujours.
- Onuphre : saurien gris à corne nasale et au ventre rose, ami de Nab, témoin privilégié et commentateur des inventions de Nab.
- Bao : serpent et ami de Nab, vendeur de pommes, et servant d’objet à l’occasion (sonnette, ballon de montgolfière, etc.).
- Gros Tchoutche : saurien bleu, ami de Nab, assez bêta.
- Igor et Grishka : deux ptérodactyles dotés d’une grande lucidité concernant l’inéluctable conclusion de tous les projets qu’échafaude Nab.
- Les C.R.S. (Commandos Reptiles Sauriens) : reconnaissables de loin car tous taillés sur le même modèle et coiffés d’une demi-noix de coco. Leur seul but est de traquer le moindre délit et de contrôler inlassablement les identités. Point particulier : QI extrêmement bas.
- Bob : saurien bleu avec une tête rose et une longue barbe blanche, vieux sage vivant dans une grotte, apportant des réponses et remèdes assez inattendus aux questions métaphysiques et de la vie.
- Moïse : petit saurien bleu au ventre et au bout du nez jaunes, fils adoptif de Nab.
- Noé : petit saurien violet et barbu qui construit une arche dans laquelle il entasse un couple de chaque espèce animale dans l'attente du déluge ; n'est pas favorisé par les conditions météorologiques.
- Houdino : recouvert d'une peau de félin, saurien gris vivant dans une caverne, sorte de sorcier, apothicaire, créateur de potions aux effets très efficaces, ou pas.

## Anecdotes
- Apparition de Herlé et Roger Widenlocher dans le tome 1 Prélude à l'apeupréhistoire…, page 43.
- Apparition de Donald Duck, des Schtroumpfs, de Bugs Bunny et du Marsupilami dans le tome 2 Chroniques de l'apeupréhistoire…, page 14.
- Dans le même tome, page 21, Herlé dessine Nab.
- Un petit clin d’œil à Franquin avec le Franquinophone, page 15 dans le tome 8 Ramdam sur le rift.
- Apparition des Shadoks et de Babar dans le tome 10 L'Odyssée de l'espèce, pages 8 à 11.
- Les dinosaures de la bande dessinée sont dotés d'un nombril alors qu'ils sont nés dans des œufs.
- Les ptérodactiles sont nommés Igor et Grishka, en référence aux frères Bogdanoff.
- La carcasse d'une Citroën 2 CV avec un squelette humain à la place du conducteur est découverte, page 9 du tome 1 de la seconde série Les nouvelles aventures apeupréhistoriques de Nabuchodinosaure.

## Albums
- Herlé (scénario) et Roger Widenlocher (dessin), Nabuchodinosaure, Dargaud :

1. Prélude à l'apeupréhistoire, 1991.
2. Chroniques de l'apeupréhistoire, 1992. Alph'Art jeunesse 9-12 ans au Festival d'Angoulême 1993.
3. Du rififi chez les sauriens, 1993.
4. Humo Sapiens, 1994.
5. Commando reptile saurien, 1995.
6. Paleolitic Sinfonia, 1996.
7. Panique à Diplodocus Land, 1997.
8. Ramdam sur le Rift , 1999[2].
9. Prehistoric Games, 2000.
10. L'odyssée de l'espèce, 2001.
11. Bienvenue dans l'ère aglaglaciaire, 2002.
12. Zen, 2005.
13. Treizozoïque blues, 2011.
14. Puéril en la demeure, 2012. Patrick Goulesque remplace Herlé au scénario.

- Roger Widenlocher (scénario et dessin) et Patrick Goulesque (coscénario), Bamboo Édition :
t. 1, Les Nouvelles Aventures apeupréhistoriques de Nabuchodinosaure, 2018,  (ISBN 978-2-8189-6221-3).
- Roger Widenlocher (dessin) et Patrick Goulesque (scénario), Bamboo Édition :
t. 2, Les Nouvelles Aventures apeupréhistoriques de Nabuchodinosaure, 2019,  (ISBN 978-2-81896-605-1).
t. 3, Les Nouvelles Aventures apeupréhistoriques de Nabuchodinosaure, 2019,  (ISBN 978-2-8189-6705-8).
t. 4, Les Nouvelles Aventures apeupréhistoriques de Nabuchodinosaure, 2021,  (ISBN 978-2-8189-7708-8).
t. 5, Les Nouvelles Aventures apeupréhistoriques de Nabuchodinosaure, 2021,  (ISBN 978-2-8189-8637-0).
t. 6, Les Nouvelles Aventures apeupréhistoriques de Nabuchodinosaure, 2023,  (ISBN 978-2-8189-9490-0).